# Авторикша

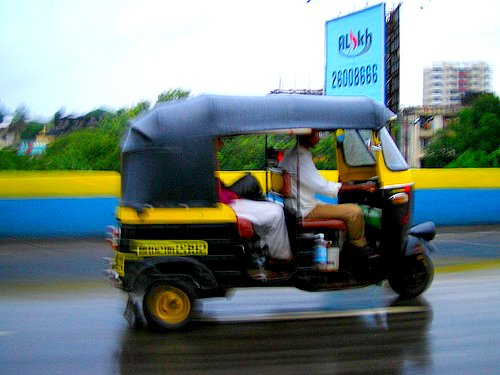
Авторикша на вулиці Мумбаї, Індія — типовий засіб пересування в індійських містах.

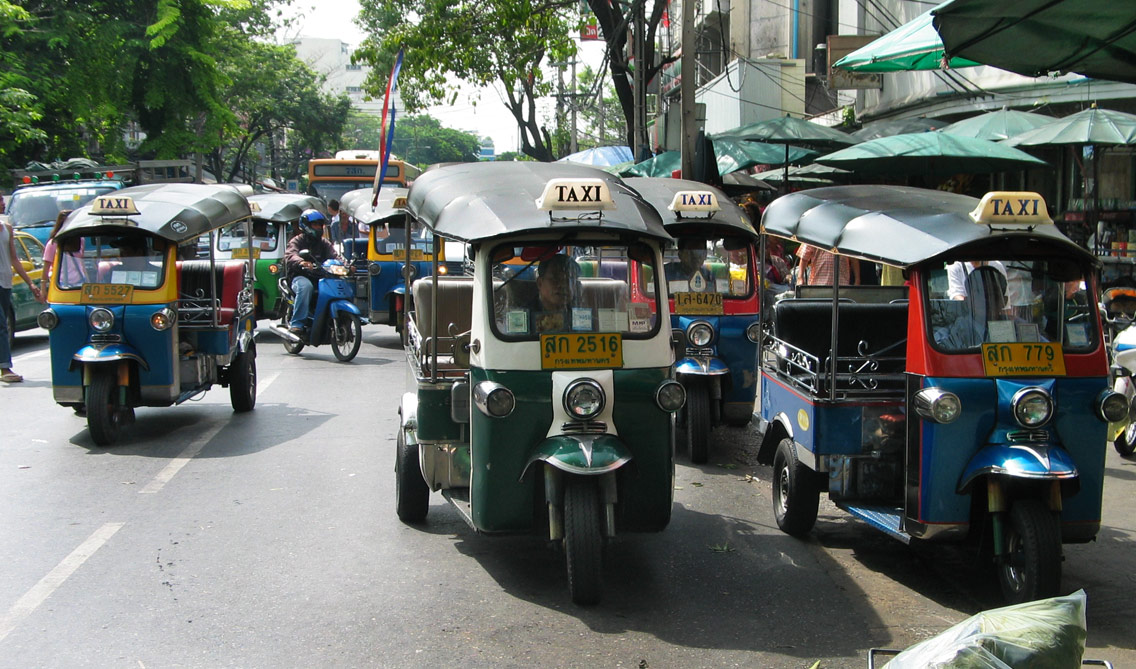
Тук-тук, що очікують пасажирів в Банґкоці, Таїланд.

Авторикша або тук-тук — тип моторизованого транспортного засобу, що використовується як персональний транспортний засіб і таксі. Фактично є моторизованою версією традиційного рикші або велорикші, що має вигляд невеликого триколісного візку з одним водієм, форма кабінного мотоциклу. Авторикші широко поширені в азійських країнах, таких як Бангладеш, Камбоджа, Індія, Лаос, Пакистан, Шрі-Ланка і Таїланд та деяких країнах Африки, зокрема Ефіопії та частинах Єгипту, а також в Латинській Америці (Колумбія, Перу).
Цей вид транспорту є одним з найнебезпечніших засобів пересування по місту, у зв'язку з підвищеною аварійністю і відсутністю систем безпеки. Попри це, популярний серед туристів, так як дуже зручний для невеликих поїздок по містах, де погано розвинений громадський транспорт.